# Ritt Bjerregaard
Jytte Ritt Bjerregaard (født 19. maj 1941 i København, død 21. januar 2023 på Østerbro) var en dansk politiker for Socialdemokratiet. Hun blev valgt til Folketinget første gang i 1971 og var undervisningsminister, socialminister, fødevareminister. Hun blev udpeget til EU-kommissær og var Københavns overborgmester 2006-10.

## Biografi
Ritt Bjerregaard, der var døbt Jytte Ritt Olsen, voksede op på Vesterbro i København som datter af snedker Gudmund Bjerregaard og bogholder Rita Bjerregaard. Hun var den ældste af tre søskende. På grund af de trange og usunde kår var hun hospitalsindlagt en del gange, indtil familien fik en kolonihave. Hun gennemførte realeksamen på Christianshavns Gymnasium i 1958 og blev klassisk sproglig student i 1966 fra Statens Kursus til Studentereksamen. Hun blev uddannet lærer i 1964 fra Emdrupborg og underviste i Rødovre indtil 1966, på Skt. Klemensskolen fra 1966-70. Fra 1970-82 var hun adjunkt på Odense Seminarium. I samme periode var hun skolekonsulent for Gyldendal.
I 1966 blev Bjerregaard gift med historikeren Søren Mørch; parret fravalgte at sætte børn i verden. Ritt Bjerregaard ejede en frugtplantage i Stestrup Old på Midtsjælland frem til 2012, hvor hun producerede økologiske æbler.
Bjerregaard og Mørch var i et åbent forhold i 49 år. Hun havde bl.a. et 6 år langt forhold til Erik Holst.

## Politisk karriere
Hun blev valgt til Odense Byråd i 1971 og var folketingskandidat for Socialdemokratiet i Bogense-kredsen fra 1969, i Otterup-kredsen 1971-94 og i Lejre-kredsen fra 1999 til 2004. Hun var medlem af Folketinget for Fyns Amtskreds 1971-1995 og for Roskilde Amtskreds 2001-2005. Hun var undervisningsminister 27. sept.-19. dec. 1973 og 13. feb. 1975-22. dec. 1978; socialminister 26. okt. 1979-30. dec. 1981; Miljøkommissær i EU fra 1994-1999; fødevareminister 23. feb. 2000-27. nov. 2001. Fra 2006-10 var hun overborgmester i København.
Hun har i øvrigt været lærervikar under sin studietid i Rutsker 1962-63, lærerrådsformand 1968-70, medlem af repræsentantskabet for Danmarks Lærerforening 1969-73, medlem af distriktsbestyrelsen for AOF i Fyns Amt til 1970, medlem af Odense Byråd 1970-73, ved valget i 1971 medstifter af sin egen politiske kaffeklub, formand for Sindslidendes Vel 1974-75, medlem af Den Trilaterale Kommission fra 1982, formand for OECD-ekspertgruppen til undersøgelse af ungdomspolitikken i Australien fra 1983, medlem af LO's forretningsudvalg, Socialdemokratiets forretningsudvalg og hovedbestyrelse, Arbejderbevægelsens Erhvervsråds forretningsudvalg, repræsentantskabet for Danmarks Nationalbank 1982, statsrevisor 1982-95, formand for statsrevisorerne 1990-95, deltager i Bilderberg-gruppens konferencer 1991 og 1995, formand for den socialdemokratiske folketingsgruppe 1981-82 og 1987-92, næstformand 1982-87, formand for Folketingets politisk-økonomiske udvalg 1982, medlem af Folketingets udvalg vedrørende dansk sikkerhedspolitik og af Europarådet til 1994, af Udenrigspolitisk Nævn 1981-95 og af Europaudvalget indtil 1995, vicepræsident for CSCE (nu OSCE), formand for den danske CSCE-delegation 1992-94, vicepræsident for Socialist International Women (SIW) 1992-94, medlem af Kommunernes Landsforenings bestyrelse fra 2006.

### Kaffeklub
Ved valget i 1971 kom en håndfuld yngre socialdemokrater ind i Folketinget. Ritt Bjerregaard brød med traditionen ved at etablere sin egen kaffeklub med de ligeledes nyvalgte Helle Degn, Svend Auken, Inge Fischer Møller og Karl Hjortnæs. Igennem årene blev kaffeklubben udvidet og kom til at spille en stor rolle i den offentlige debat.

### Undervisningsminister
Ritt Bjerregaard var undervisningsminister i en turbulent tid i 1970'erne. Som undervisningsminister gennemførte hun den længe planlagte folkeskolereform og ændrede folkeskoleloven i 1975 med tilslutning fra Venstre, Radikale, SF og Kristeligt Folkeparti – et meget stort flertal. Hun afskaffede obligatorisk morgensang i folkeskolen. Den 5. november 1975 satte undervisningsminister Ritt Bjerregaard RUC under administration af et eksternt rektorat. Venstre og Konservative ønskede RUC nedlagt, men det reddede livet takket være løsgængeren, den tidligere konservative folketingsmand, Hans Jørgen Lembourn. I 1976 indførte hun adgangsbegrænsning på universiteterne, samt sikrede mindretalsbeskyttelse. I 1977 fik Ritt Bjerregaard vedtaget loven om Erhvervsfaglige Grunduddannelser (EFG). Med den tidligere departementschef Erik Ib Schmidt i spidsen lancerede hun den ambitiøse, samlede uddannelsesplan U 90 fra 1978.
Ritt Bjerregaard (og især U 90 planen) har fået tillagt udtrykket "Hvad ikke alle kan lære, skal ingen lære". Ritt Bjerregaard har selv flere gange dementeret det. Den 1. oktober 2002 brugte daværende statsminister Anders Fogh Rasmussen udtrykket i sin åbningstale i Folketinget. Pia Gjellerup (S) stillede et onsdagsspørgsmål (9. oktober 2002) i Folketinget, der spurgte, om statsministeren kunne dokumentere, hvem der havde brugt udtrykket. Statsministeren kunne ikke producere konkrete kilder, men hævdede, at det havde været en udbredt skolepolitisk holdning knyttet til U 90, som ingen dog længere tilsluttede sig.

### Ritz-sagen
Ritt Bjerregaard kom under heftig kritik i 1978, da hun overnattede i en kostbar suite for kr. 47.670 på luksushotellet Ritz i forbindelse med et møde i Paris. Anker Jørgensen fyrede hende som minister. Rigsrevisionen erklærede siden, at hun ikke havde brugt flere penge end andre ministre. Det førte til en debat i Folketinget.

### Socialminister
Som Socialminister satte Ritt Bjerregaard spørgsmålstegn ved den automatik, som velfærdsstaten uddelte tilskud efter og indførte socialindkomsten. Hun talte om det professionelle behandlingssamfund og fremførte, at et stigende antal ansatte i den sociale sektor ikke nødvendigvis var til glæde for klienterne. Hun efterlyste nye former for socialbistand, dels for at spare penge, dels for at forbedre indsatsen overfor klienterne. Ritt Bjerregaard advarede mod stigende institutionalisering og anbefalede i stedet en bredere indsats, en slags genetablering af det sociale netværk, der var svundet ind i takt med samfundsudviklingen, som hun mente burde erstattes af noget mere tidssvarende.

### Gruppeformand
I 1980'erne prægede hun den socialdemokratiske folketingsgruppe som en håndfast gruppeformand, der vandt anerkendelse fra alle sider. I den periode prægede hun i høj grad den politiske debat med kronikker og artikler og blev stærk forkæmper for miljøet.

### Lejlighedssagen
I 1991 måtte Ritt Bjerregaard gå af som gruppeformand, da et flertal i partiets ledelse ikke kunne acceptere hendes valg af bolig i København. Sagen udløste en retssag, rejst af den konservative borgmester i Københavns Kommune. Efter sagen havde været undervejs i et år, opgav kommunen sagen.

### EU-kommissær
I 1995 blev Ritt Bjerregaard i anerkendelse af sit politiske talent og høje personlige stemmetal udpeget til Danmarks kommissær ved EU med ansvar for miljø. Hun skrev Kommissærens dagbog om sin tid som EU-miljøkommissær, men trak den tilbage. Politiken udgav bogen i en særsektion i avisen, og det endte med en retssag, hvor Politiken måtte betale for brud på ophavsretten.

### Fødevareminister
Fire dage efter af Ritt Bjerregaard var tiltrådt som fødevareminister i februar 2000, kom det første danske tilfælde af kogalskab, der er en dødelig hjernesygdom. Ritt Bjerregaard handlede sammen med ministeriet hurtigt og konsekvent: Slagtemetoderne blev ændret, og der kom forbud mod salg af risikoprodukter. Disse konsekvente indgreb blev i første omgang ikke modtaget med begejstring hverken af landbruget eller fødevareindustrien. Særligt de tiltag, som medførte tilbagetrækning af fødevarer fra detailhandlen blev kritiseret. Men senere måtte branchen sande at indgrebene beskyttede forbrugerne og skabte stor tillid til danske fødevarer på eksportmarkederne.
I 2001 indførte Ritt Bjerregaard smiley-ordningen. Det gav dengang anledning til stor diskussion, men i dag er ordningen almindeligt anerkendt.

### Overborgmester
Der er for få eller ingen kildehenvisninger i dette afsnit, hvilket er et problem. Du kan hjælpe ved at angive troværdige kilder til de påstande, som fremføres.

I oktober 2004 blev Ritt Bjerregaard valgt som Socialdemokraternes kandidat til posten som overborgmester i København. Hun opnåede 60.338 personlige stemmer ved kommunalvalget i 2005. Efter konstituering mellem Socialdemokraterne, Det Radikale Venstre, Socialistisk Folkeparti og Enhedslisten tiltrådte hun som overborgmester den 1. januar 2006.
En vigtig del af hendes program var at bygge 5.000 billige boliger til 5.000 kr. om måneden. Det viste sig senere at løftet ikke kunne gennemføres, men der var strid mellem Ritt Bjerregaard og hendes kritikere om årsagen. Løftet kan sammenlignes med den socialdemokratiske overborgmester Urban Hansens løfte fra 1962 om at bygge 25.000 boliger til københavnerne.
I marts 2009 meddelte Ritt Bjerregaard at hun ikke ville genopstille til overborgmesterposten. Hun gav som begrundelse at Københavns kommunes styreform var for besværlig.[kilde mangler] Efterfølgende bebudede regeringen Lars Løkke Rasmussen en ændring af styreformen i København, som dog ikke blev gennemført.[kilde mangler] Som afløser for Ritt Bjerregaard blev Frank Jensen udpeget til overborgmesterkandidat ved kommunalvalget 2009.

### En af De fantastiske Fire
Ritt Bjerregaard regnes tit for at være en af de fire betydende (kaldet De fantastiske Fire) socialdemokrater fra den såkaldte gyldne generation. De andre er Mogens Lykketoft og Poul Nyrup Rasmussen samt Svend Auken. Disse fire udgjorde til sammen socialdemokratiets ledelse efter, at Anker Jørgensen stoppede som formand i 1987.

## Priser
- Dansk Kvindesamfunds Mathildepris, 1979
- Columbus-Prisen, 1993